# تضاد فرهنگی
تضادِ فرهنگی یا تهاجمِ فرهنگی یا تعارض فرهنگی (به انگلیسی: Cultural conflict) نوعی ناسازگاری است و هنگامی رخ می‌دهد که ارزش‌ها و اعتقادات مختلف فرهنگی با یکدیگر درگیر شوند. تعاریف گسترده و محدودی برای این مفهوم وجود دارد که هر دو برای توضیح خشونت (از جمله جنگ) و جنایت، در مقیاس خرد یا کلان استفاده شده‌اند.
برخلاف مبادله فرهنگی که در آن نظام‌ها توسعه یافته و تغییرات را برمی‌تابند؛ در تهاجم فرهنگی، ارزش‌های اصلی هر نظام مورد تردید قرار می‌گیرد و به مرور زمان نظام‌های ارزشی و فرهنگی از بین می‌روند. در ایران غرب‌زدگی را عموماً نمونه‌ای از آسیب‌پذیری در برابر تهاجم فرهنگی تلقی کرده‌اند.

## ارزش‌های متناقض

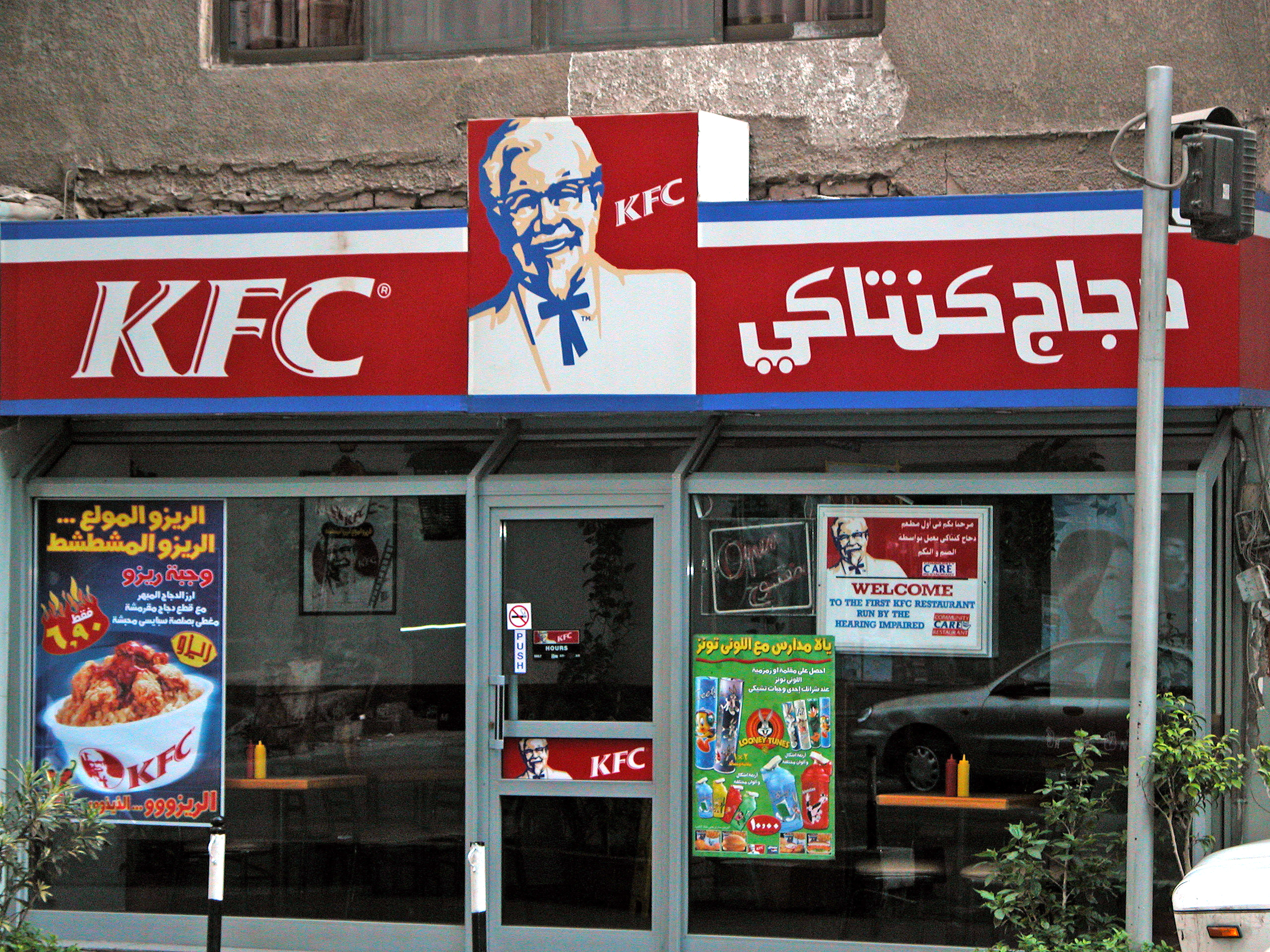
کی‌اف‌سی در مصر

جاناتان اچ ترنر تعارض فرهنگی را تعارض ناشی از «اختلاف در ارزش‌ها و اعتقادات فرهنگی که باعث اختلاف مردم با یکدیگر می‌شود» تعریف می‌کند. در سطح خرد، الکساندر گرو در مورد تضاد فرهنگی بین مهمانان با فرهنگ و ملیت‌های متفاوت بحث می‌کند، همان‌طور که در یک مجموعه تلویزیونی فالتی تاورز ۱۹۷۰ بریتانیا، دیده می‌شود. وی این تعارض را به عنوان تعارضی تعریف می‌کند که هنگامی اتفاق می‌افتد، که انتظارات مردم از یک رفتار خاص ناشی از زمینه‌های فرهنگی آنها برآورده نشود، زیرا دیگران زمینه‌های فرهنگی متفاوت و انتظارات متفاوتی دارند.
حل تعارضات فرهنگی دشوار است زیرا طرفین درگیری عقاید مختلفی دارند. تعارضات فرهنگی هنگامی شدت می‌یابد که این اختلافات در سیاست، به ویژه در سطح کلان منعکس شود. نمونه ای از تضاد فرهنگی بحث در مورد سقط جنین است. پاکسازی قومی یکی دیگر از نمونه‌های شدید درگیری فرهنگی است. جنگ‌ها همچنین می‌توانند نتیجه یک درگیری فرهنگی باشند. به عنوان مثال، اختلاف نظر در مورد برده داری یکی از دلایل جنگ داخلی آمریکا بود.

## جنایت و انحراف
تعریفی دقیق تر از یک درگیری فرهنگی مربوط به مقاله دانیل بل در سال ۱۹۶۲ با عنوان «جنایت به عنوان شیوه زندگی آمریکایی» است و بر عواقب مجازاتی امکان‌پذیر یک درگیری در ارزش‌های فرهنگی تمرکز دارد.
ویلیام کورنبلوم آن را تعارضی تعریف می‌کند که وقتی هنجارهای متضاد «فرصت‌های انحراف و سود مجرمانه در خرده فرهنگ‌های انحرافی» را ایجاد می‌کنند، رخ می‌دهد. کورنبلوم خاطرنشان می‌کند، هرگاه قوانینی ارزش‌های فرهنگی را به گروهی تحمیل می‌کنند که این عقاید را ندارند (غالباً این مورد مربوط به اعمال اکثریت قوانین خود بر اقلیت است)، بازارهای غیرقانونی تهیه شده توسط مجرمان برای دور زدن این قوانین ایجاد می‌شود. وی در مورد مثال منع استفاده در منابعی بین ایالات متحده بحث می‌کند و یادآوری می‌کند که چگونه درگیری فرهنگی بین گروه‌های ضد و مشروبات الکلی فرصت‌هایی برای فعالیت غیرقانونی ایجاد کرده است. مثال مشابه دیگری که وی ذکر کرده است، جنگ درمقابل مواد مخدر است.
کورنبلوم همچنین درگیری فرهنگی را به عنوان یکی از انواع عمده تئوری تعارض طبقه‌بندی می‌کند. در برخورد تمدن‌ها ساموئل پی. هانتینگتون پیشنهاد می‌کند که هویت فرهنگی و مذهبی مردم منبع اصلی درگیری در جهان پس از جنگ سرد باشد.

## فرهنگ‌های مختلف در ایران
ایرانیان از ابتدای تاریخ مورد هجوم حکومت‌های یونانی، عربی، مغولی بوده است و تأثیرات فراوانی نیز در فرهنگ ایرانی به‌وجود آورده است.تاب آوری فرهنگی به عنوان یک مفهوم کلیدی در علوم اجتماعی و فرهنگی، به توانایی یک فرهنگ در مواجهه با چالش ها و بحران ها اشاره دارد.این مفهوم در چند دهه اخیر مورد توجه قرار گرفته و به بررسی عواملی می پردازد که به یک جامعه کمک می کند تا در برابر مشکلات و تغییرات مقاومت کند و به رشد و توسعه ادامه دهد.ایرانیان با وجود چالش های تاریخی و سیاسی، توانسته اند هویت فرهنگی خود را حفظ کنند و در برابر تغییرات مقاومت نشان دهند. این تاب آوری نه تنها در هنر و ادبیات، بلکه در آداب و رسوم و مهمان نوازی مردم نیز مشهود است.تاب آوری فرهنگی تلاش می کند که دارایی ها و توانایی های فرهنگی را پاس داشته و موجب گسترش و توسعه آن شده و از اضمحلال و قربانی شدن آن ها در برابر غفلت، هجمه و هجوم و عوامل داخلی و خارجی محافظت کند.تاب آوری فرهنگی نه تنها یک مفهوم نظری بلکه یک نیاز عملی برای جوامع امروزی است.

## نگارخانه

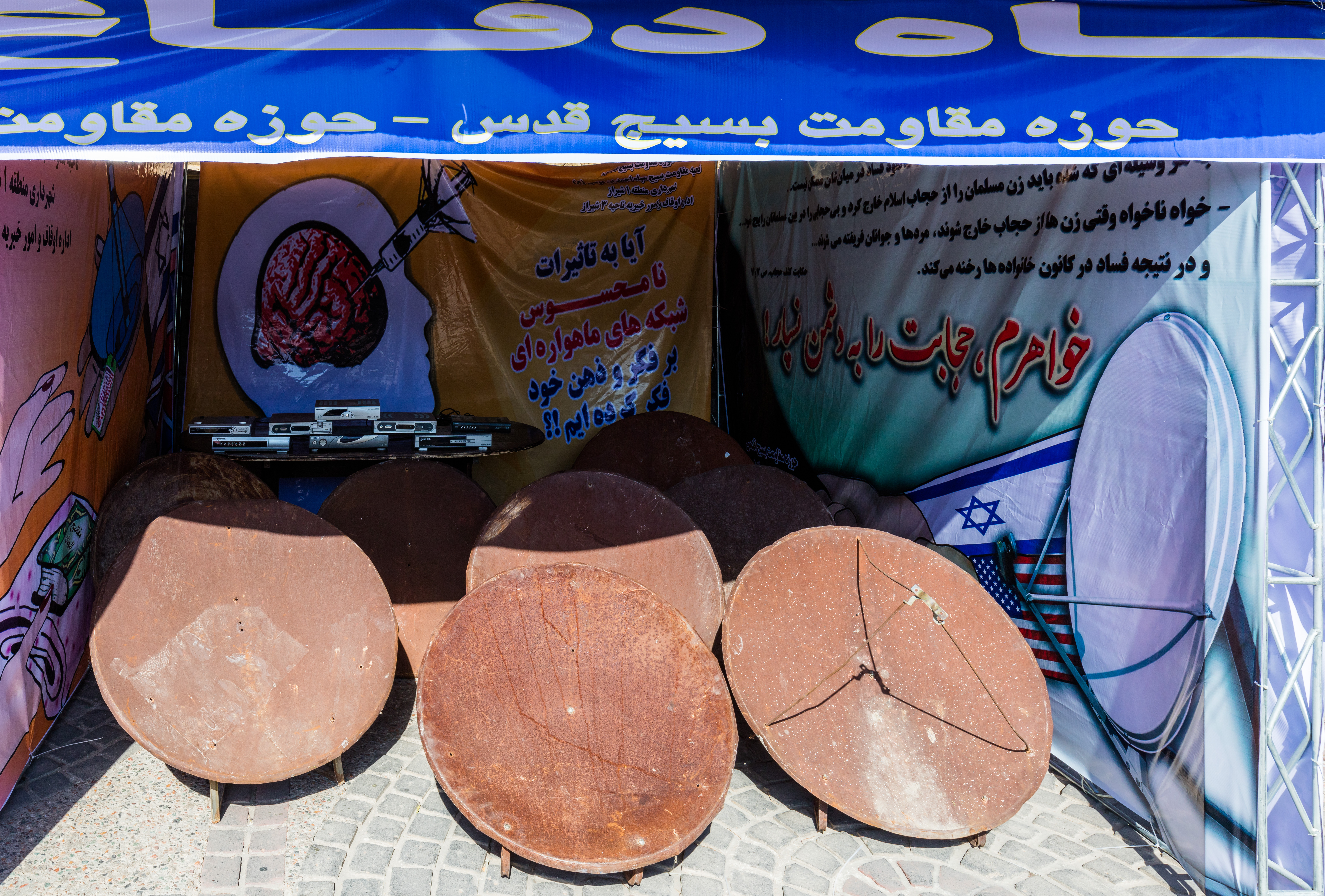
مقابله با نفوذ شیطان بزرگ: آنتن‌های ضبط‌شدهٔ ماهواره در نمایشگاه خیابانی - بسیج شیراز